# Sarcófago dos Esposos
O Sarcófago dos Esposos (em italiano: Sarcofago degli Sposi) é um sarcófago antropóide etrusco do final do século VI a.C.. Tem 1,14 m de altura por 1,9 m de extensão, e é feito de terracota que uma vez esteve brilhantemente pintado.  Representa um casal reclinando em um banquete junto no além-túmulo e foi encontrado em escavações do século XIX na necrópole de Cerveteri (antiga Cere). Está agora no Museu Nacional Etrusco de Villa Giulia, Roma. A representação do casal compartilhando um divã de banquete é exclusivamente etrusca; em contraste, vasos gregos representando cenas de banquete refletem o fato que apenas homens compareciam às festas de jantar gregas.
Os rostos sorridentes com seus olhos de forma amendoada e o cabelo longo e trançado, bem como a forma dos pés da cama, revelam influência grega. Porém, o contraste marcante entre os bustos em alto-relevo e as pernas bem achatadas é tipicamente etrusco.  "O interesse do artista etrusco se focava sobre a metade superior das  figuras, especialmente sobre os rostos vibrantes e braços gesticulantes." É muito semelhante ao sarcófago de Cerveteri, talvez feito pelo mesmo artista.